# Krásno (district de Partizánske)
Pour les articles homonymes, voir Krásno.
Krásno (prononciation slovaque : [ˈkraːsnɔ], hongrois : Ószéplak) est un village de Slovaquie situé dans la région de Trenčín.

## Histoire
La première mention écrite du village date de 1078.

## Géographie
Krásno se situe dans la vallée de la Nitra, à 6 km au sud-ouest de Partizánske.
| Chynorany |        | Brodzany  |
|           | Krásno |           |
| Nedanovce |        | Turčianky |

## Démographie

### Évolution de la population
| Année:               | 1994. | 2004.    | 2014.   | 2024.   |
| -------------------- | ----- | -------- | ------- | ------- |
| Nombre de personnes: | 569   | 490      | 497     | 518     |
| Différence:          |       | -13,88 % | +1,42 % | +4,22 % |

| Année:               | 2023. | 2024.   |
| -------------------- | ----- | ------- |
| Nombre de personnes: | 520   | 518     |
| Différence:          |       | -0,38 % |